# スタロカドムスコヴォ島
スタロカドムスコヴォ島(スタロカドムスコヴォとう、ロシア語: Остров Старокадомского)は、北極海に浮かぶセヴェルナヤ・ゼムリャ諸島に属する島。行政上ではロシア連邦クラスノヤルスク地方、タイミル・ドルガン＝ネネツ地区に属する。南東に小タイミル島がある。

## 歴史
1913年、ロシアの探検家ボリス・ヴィリキツキーによって発見され、彼に同行した船医のレオニード・スタロカドムスキーにちなみ命名された。